# Линге, Хайнц
Хайнц Ли́нге (нем. Heinz Linge, 23 марта 1913, Бремен — 9 марта 1980, Гамбург) — камердинер Адольфа Гитлера, оберштурмбаннфюрер СС.

## Биография
До вступления в СС в 1933 году работал каменщиком и был выбран Йозефом Дитрихом на просмотр телохранителей для Адольфа Гитлера.
Линге служил камердинером в рейхсканцелярии в Берлине и «Волчьем логове» в Растенбурге. Он заявил, что в 11:00 он стучал в дверь Гитлеру: «Доброе утро, мой фюрер. Уже пора!». Затем он ему приносил завтрак в постель, очки и принадлежности для письменной работы. На завтрак Гитлер пил чай, ел печенье и яблоки. В 14:30 был вегетарианский обед. В 20:00 был ужин с несколькими гостями.
В 1945 году переехал в рейхсканцелярию. Линге стал одним из свидетелей последних дней жизни Адольфа Гитлера. В своих мемуарах он писал, что в 15:13 должно было состояться самоубийство Евы Браун и Гитлера. После самоубийства ему предписывалось завернуть тела в одеяло, вынести их в сад и кремировать. Он также указал, что Гитлер провёл свою последнюю ночь с Евой в бессоннице и лёжа одетым на кровати. В 1974 году Хайнц подробно рассказал для документального фильма о последних минутах жизни Гитлера. «Гитлер попрощался с каждым из своих слуг и подчинённых. Затем он вместе с Евой Браун зашёл в свой кабинет. Вскоре из кабинета раздался хлопок. Зайдя в комнату, я обнаружил два мёртвых тела. Далее я завернул трупы в одеяло, вынес их в сад и кремировал».
Согласно показаниям начальника охраны фюрера Ганса Раттенхубера, данным 20 мая 1945 года в Москве, о смерти фюрера Линге сообщил ему 30 апреля примерно в 3-4 часа дня. В то же время Раттенхубер утверждал, что Линге принёс из комнаты Гитлера пистолет Walther, что могло говорить о следующем: Гитлер мог попросить Линге застрелить его, если принятый фюрером яд не подействует.
Линге был взят в плен Красной Армией. Он был допрошен об обстоятельствах смерти Гитлера. Сотрудники СМЕРШа требовали от него признаться, куда пропал Гитлер. В 1950 году был приговорён к 25 годам тюремного заключения. Был освобождён в 1955 году. Умер в Гамбурге 9 марта 1980 года. Его мемуары «Bis zum Untergang. Als Chef des persönlichen Dienstes bei Hitler» («До конца. Рассказ шефа персонального обслуживания о работе с Гитлером») на немецком языке были опубликованы в 2000 году, а на английском («With Hitler to the End» («С Гитлером до конца»)) были опубликованы Роджером Мурхаусом в июле 2009 года.

## Образ в кинематографе
- Фильм «Бункер»[7].

## См.также
- Гюнше, Отто